# Rhaebobates lituratus
Rhaebobates lituratus är en spindelart som beskrevs av Tord Tamerlan Teodor Thorell 1881. Rhaebobates lituratus ingår i släktet Rhaebobates och familjen krabbspindlar. Inga underarter finns listade i Catalogue of Life.